# Іфігенія в Авліді
«Іфігенія в Авліді»  (давн.-гр.Ἰφιγένεια ἐν Αὐλίδι) — антична трагедія давньогрецького драматурга Евріпіда, створена 407 року до н. е. в Македонії.
Вважається однією з найкращих трагедій Евріпіда. Найвидатніший його патріотичний твір.

## Передісторія
Іфігенія — старша дочка героя Троянської війни аргоського царя Агамемнона і його дружини Клітемнестри. Цар Спарти Менелай хоче помститися Парісу за спокушання своєї прекрасної дружини Єлени. Греки вже зібрали флот для походу на Трою, на чолі війська став батько Іфігенії Агамемнон, брат Менелая. Військо стоїть в Авліді, але богиня Артеміда наслала на греків безвітря. Жрець Клахант віщує, що для успішного походу слід принести в жертву Іфігенію. Переконаний умовляннями Менелая, Агамемнон наказує Іфігенії приїхати до Авліди з Аргосу під вигаданим приводом одруження з Ахіллом.

## Сюжет
Трагедія починається з діалогу Агамемнона і його слуги в Пролозі, з якого глядачі дізнаються про всі вищезгадані події. Цар розкаюється в необдуманому рішенні й намагається скасувати виклик Іфігенії, тому посилає Слугу з іншим листом до Аргосу. Менелай перехоплює послання. Між Агамемноном і Менелаєм відбувається суперечка, і останній погоджується з доводами брата, що не слід жертвувати Іфігенією заради повернення Єлени, але запізно. Клітемнестра привозить Іфігенію в Авліду. Агамемнон не наважується їй сказати про скору смерть дочки, але його обман розкривається під час зустрічі Ахілла і Клітемнестри, яким Слуга розповідає правду. Ахілл присягається врятувати дівчину. У глибоко драматичній сцені побачення Агамемнона з дружиною та дочкою Іфігенія дізнається про своє близьке майбутнє. Вона оплакує свою долю, батько виправдовує рішення тим, що воно стосується долі всієї Еллади. Ахілл, який уже закохався в прекрасну Іфігенію, пропонує їй свою допомогу для втечі. Але тепер дівчина сама відмовляється від пропозиції, тому що розуміє вагомість своєї жертви для всієї країни.
В Ексоді вісник розповідає Клітемнестрі, з якою гордістю і гідністю поводила себе Іфігенія перед жертовником. Але трапилося чудо: в останню мить богиня Артеміда, якій приносилася ця жертва, підмінила дівчину ланню, а саму її таємно перенесла до далекої Тавриди, де Іфігенія стала головною жрицею в храмі Артеміди. Про її подальшу долю Евріпід розповів у трагедії "Іфігенія в Тавриді".

## Особливості твору
Незважаючи на свою міфологічну основу, п'єса написана у реалістичному плані. Її герої мислять, відчувають і діють як звичайні люди. Фінал же, пов'язаний з дивовижним урятуванням дівчини, дещо суперечить усій реалістичній манері драматурга.
У цій трагедії дія розгортається повільно, напруження зростає лише в кінці. Містить багато психологічних сцен, що допомагають краще уявити внутрішній стан героїв і причини їхніх вчинків.

## У літературі
Цей образ використали й письменники нової європейської літератури: Расін, Гете, Леся Українка; Кирило Стеценко написав оперу «Іфігенія в Тавриді».

## Українські переклади
«Іфігенію в Авліді», а також інші трагедії Евріпіда українською мовою переклав Андрій Содомора. Переклад був опублікований 1993 року..